# 趙允譲
趙 允譲（ちょう いんじょう、至道元年（995年） - 嘉祐4年（1059年））は、北宋の皇族。字は益之。太宗の子である商王趙元份の子。英宗の実父。

## 経歴
一見、厳格で礼儀正しかったが、寛容な人物であったため、多くの人が畏服したとされる。子供を亡くした伯父の真宗によって一時後継者として禁中に迎えられたが、後に実子である仁宗が誕生したために邸に戻った。慶暦4年（1044年）には汝南郡王に封じられ、同平章事後に判大宗正司として遇された。
没後、太尉中書令を贈られて、濮王の王号と安懿の諡号を授けられた。允譲の没から4年後、実子である英宗が即位し、祭祀上の允譲の待遇をどうすべきかが政治問題と化した。これを濮議という。